# Berkåk
Berkåk este o localitate din comuna Rennebu, provincia Sør-Trøndelag, Norvegia, cu o suprafață de 1,3 km² și o populație de 930 locuitori (2013).